# Souvenir de Florence
Il Sestetto per archi in re minore, Op. 70 Souvenir de Florence (in russo Воспоминание о Флоренции?), fu composto nel 1890 da Pëtr Il'ič Čajkovskij.

## Storia della composizione
Čajkovskij scrisse il suo unico sestetto per archi nell'estate del 1890, e lo intitolò Souvenir de Florence perché uno dei temi principali del lavoro era stato abbozzato durante una visita a Firenze, dove aveva composto La dama di picche. Il sestetto venne dedicato da Čajkovskij alla Società di musica da camera di San Pietroburgo, in risposta alla sua nomina a membro onorario. Il lavoro venne rivisto tra dicembre 1891 e gennaio 1892. La composizione ebbe alcuni arrangiamenti per orchestra d'archi, tra cui uno di Julij Turovskij, e per due pianoforti (per quattro mani) di Henryk Pachulski. 
Estratti della partitura vennero utilizzati nel balletto Anna Karenina del 2005, coreografato da Boris Ejfman.

## Struttura della composizione
Il lavoro è composto dai tradizionali quattro movimenti. Il primo movimento è in forma-sonata e, senza introduzione, presenta un primo tema in re minore piuttosto violento ma melodico. Il secondo tema, nella tonalità maggiore dominante di la maggiore, è molto più calmo; si origina dal primo tema quasi senza sforzo e poi procede nello sviluppo e nella ripresa, che si conclude con una rapida coda. Il movimento lento, in re maggiore, ha un tema romantico molto innocente, inizialmente al primo violino con accompagnamento pizzicato, prima di essere ripreso dal violoncello. Dopo un intermezzo eseguito da tutti gli strumenti, il tema ritorna per una ripetizione della prima sezione. Gli ultimi due movimenti, ricchi di melodie e ritmi popolari russi, contrastano fortemente con i precedenti.